# Речунгпа
Речунгпа или Речунг Дордже Драгпа (1084 – 1161) – изтъкнат учител на Тибетския будизъм, заедно с Гампопа е един от основните ученици на великия йогин Миларепа, който внася важен принос в развитието на традицията Кагю.
Речунгпа бил пастир, когато среща Миларепа и става негов ученик. По-късно заболява от проказа и отива в Индия, за да се лекува и там негов учител става Балачандра. Той помага на Речунгпа да се изучи и му дава много наставления. Речунгпа учи също и при други ученици на Марпа и Наропа, както и при Типупа – преродения в Индия син на Марпа Дарма Доде.
Миларепа много обича Речунгпа, предава му приемствеността на своите Ваджра песни и йогийската си практика. Речунгпа със своя силен характер и гордост на няколко пъти опитва да се съревновава с Миларепа, но учителя му разбира се винаги побеждава. Веднъж Миларепа дори изгаря като безполезни всичките магически книги, които Речунгпа си бил донесъл от Индия, като оставя будистките му книги.
Речунгпа е първият биограф на Миларепа, записвайки всичките му разкази, песни и поучения.
Между всичките ученици на Миларепа Речунг заедно с Гампопа заема централна роля, и дава наставления на първия Кармапа, Дюсум Кхиенпа, основател на линията Карма Кагю. Докато Гампопа, като монах се заема с укрепването на манастирската традиция, в линиите на приемственост, идващи от Речунгпа, преобладават йогийските практики на индийските майстори, получени чрез Миларепа. Затова понякога Речунгпа е наричан също младия Миларепа. Днес неговата приемственост се нарича Речунг Кагю.
Той също така приема терма (духовна скъпоценност) от скритите поучения на Гуру Ринпоче (Падмасамбхава). Ученикът на Речунгпа Гялва Еянг Цангпа предал това учение на йогина Мачик Онгьо в XII век. Тази линия на приемственост продължава до днешно време, запазена от Чанглинг Тулку Ринпоче в рамките на Северната Скъпоценност в линията Нингма.